# Rudolf Wedekind
Rudolf Wedekind (ur. 4 sierpnia 1938 w Hanowerze, zm. 30 listopada 2016) – niemiecki polityk, samorządowiec i tłumacz, od 1981 do 1989 poseł do Parlamentu Europejskiego I i II kadencji.

## Życiorys
Od 1953 do 1956 kształcił się w zawodzie sprzedawcy tekstyliów, następnie do 1959 pracował m.in. jako sprzedawca, księgowy i przedstawiciel handlowy. Przez kolejne 2 lata odbywał podróże po południowej Europie, Azji i Afryce. W Nigerii zaraził się polio, na które leczył się przez 1,5 roku w szpitalu. Od 1961 do 1964 odbywał szkolenie jako korespondent i tłumacz z języka angielskiego i francuskiego. Pracował później w branży finansowej, działał jako tłumacz biznesowy i literacki kilkunastu książek. Publikował teksty, głównie na tematy polityczne.
W 1961 zaangażował się w działalność polityczną w ramach Unii Chrześcijańsko-Demokratycznej. Został powiatowym szefem młodzieżówki Junge Union i wiceszefem struktur powiatowych CDU. Od 1964 do 1978 był członkiem rady miejskiej Hanoweru, a od 1974 do 1982 – landtagu Dolnej Saksonii. Zasiadał w radach nadzorczych spółek komunalnych, a od 1968 do 1974 także w radzie Wielkiego Hanoweru (miasta i gmin ościennych). W 1979 kandydował do Parlamentu Europejskiego, mandat uzyskał 17 lutego 1981 w miejsce zmarłego Franz-Josefa Nordlohne. W 1984 skutecznie ubiegał się o reelekcję. Przystąpił do Europejskiej Partii Ludowej, należał m.in. do Komisji ds. Gospodarczych i Walutowych oraz Polityki Przemysłowej oraz Komisji ds. Regulaminu i Petycji.
Był katolikiem. Otrzymał m.in. Honorowy Pierścień Hamburga i doktorat honoris causa.